# Административно деление на Катар
Емирство Катар е разделено на 10 общини (на арабски: بلديات‎‎ – баладияхи), които могат да се преведат и като губернатории или провинции:
1. Ад-Доха
2. Ал-Джувария
3. Ал-Джумалия
4. Ал-Кор
5. Ал-Вакра
6. Ар-Раян
7. Джариян-ал-Батна
8. Аш-Шамал
9. Умм-Салал
10. Месаид